# Acolasis bibitrix
Acolasis bibitrix är en fjärilsart som beskrevs av Jacob Hübner 1823. Acolasis bibitrix ingår i släktet Acolasis och familjen nattflyn. Inga underarter finns listade i Catalogue of Life.